# Dendrophryniscus krausae
Dendrophryniscus krausae é uma espécie de anfíbio da família Bufonidae. Endêmica do Brasil, pode ser encontrada na Serra Geral, com registros na Reserva Biológica da Serra Geral no município de Maquiné e no Parque Nacional de Aparados da Serra no município de Cambará do Sul, no estado do Rio Grande do Sul.